# 자신경
해부학에서 자신경(ulnar nerve) 또는 척골신경(尺骨神經)은 자뼈 근처를 주행하는 상지의 신경이다. 자쪽곁인대가 자신경 근처에 위치한다. 자신경은 근육이나 뼈로 보호되지 않는 신경 중 가장 크며, 따라서 손상이 흔하다. 자신경은 약손가락의 자쪽 절반과 새끼손가락에 뻗어 있어 이 손가락들의 바닥쪽 피부를 손톱바닥까지 지배한다.
뒤쪽에서, 또는 팔꿈치를 굽힌 채로 아래쪽에서 위팔뼈 안쪽위관절융기를 때리면 자신경으로 인해 감전된 것과 같은 감각을 느끼게 된다. 자신경은 이 지점에서 뼈와 피부 사이에 포착된다. 안쪽위관절융기를 'funny bone'이라고 하고 이곳을 때리는 것은 'bump one's funny bone'이라고 하는데, 이는 위팔뼈(humerus)가 단어 'humorous'(유머러스)와 발음이 유사한 것을 이용한 언어유희로 생각된다. 또는, 옥스포드 영어사전에 따르면 이 표현은 "두드렸을 때 느껴지는 이상한 감각"이라는 의미를 가지고 있다.

## 구조

### 위팔
자신경은 C8과 T1 신경 뿌리에서 시작되며, 가끔 가쪽다발에서 일어나는 C7 섬유도 포함한다. C8과 T1의 섬유는 팔신경얼기의 안쪽다발 일부를 형성하며, 이후 위팔동맥의 안쪽을 따라 아래로 내려가 부리위팔근의 닿는곳(위팔뼈 안쪽 경계의 중간에서 5cm가량 위)까지 이른다. 이후 안쪽근육사이막을 뚫고 위팔뒤칸으로 들어간 자신경은 위자쪽곁동맥, 정맥을 동반한다. 위팔뒤칸으로 들어온 자신경은 위팔뼈의 뒤안쪽 측면을 따라 주행하며 팔꿉굴에서 안쪽위관절융기 뒤쪽을 지나간다. 여기서 자신경을 손으로 촉진할 수 있다.

### 아래팔
자신경은 팔꿈치오목에 들어가 있지 않고, 자쪽손목굽힘근의 두 근육갈래 사이를 통해 아래팔앞칸으로 들어가, 자쪽손목굽힘근의 가쪽 경계를 따라 놓인다. 이후 가쪽으로는 얕은손가락굽힘근, 안쪽으로는 깊은손가락굽힘근 사이에서 아래쪽으로 내려간다. 손목 근처에서 자신경은 굽힘근지지띠보다 얕은 쪽을 지나가지만, 바닥쪽손목인대에 의해 덮여 손으로 들어간다.
아래팔을 지나며 자신경은 다음과 같은 가지들을 낸다.:700
- 근육가지 - 깊은손가락굽힘근의 안쪽 절반과 자쪽손목굽힘근 전체에 분포한다.[6]
- 손바닥가지 - 아래팔 중간쯤에서 갈라져 나와 새끼두덩을 덮고 있는 피부에 분포한다.[6]
- 손등가지 - 손목에서 7.5cm가량 위쪽에서 갈라져 나와 뒤로 돌며, 자쪽 손가락 1.5개의 피부에 분포한다.[5][6]
- 팔꿉관절로 가는 관절가지[6]

### 손

손에서 자신경의 가지

자신경은 굽힘근지지띠의 얕은쪽, 콩알뼈의 가쪽에 위치한 자신경굴을 통해 손바닥으로 들어간다.
손에서 자신경은 다음과 같은 가지들을 낸다.
- 얕은가지 - 짧은손바닥근을 지배하며 안쪽 1.5개의 손가락에 손가락가지를 낸다.[6]
- 깊은가지 - 자동맥의 깊은가지와 함께 주행한다. 새끼모음근, 새끼굽힘근, 새끼맞섬근 사이에서 뒤쪽으로 주행하며 이 세 근육에 분포하며, 갈고리뼈의 갈고리에 놓인다. 그 후에는 가쪽으로 돌아 셋째와 넷째 벌레근, 모든 등쪽뼈사이근과 바닥쪽뼈사이근에 분포한다. 마지막으로는 엄지모음근에 분포하며 끝난다.[6]
- 손목으로 가는 관절가지[6]

## 임상적 중요성
자신경은 시작 지점인 팔신경얼기부터 먼쪽의 손까지 어느 위치에서든 손상을 입을 수 있다. 팔꿈치 주변에서 손상되는 가장 흔한 신경이기도 하다. 여러 가지 상황에서 자신경이 손상을 입을 수 있지만, 흔한 원인은 국소적인 외상이나 포착이다. 자신경이 어떤 위치에서 손상되느냐에 따라 운동, 감각 기능의 이상이 다르게 나타난다.

## 추가 이미지

척수신경의 경로가 그려진 팔신경얼기
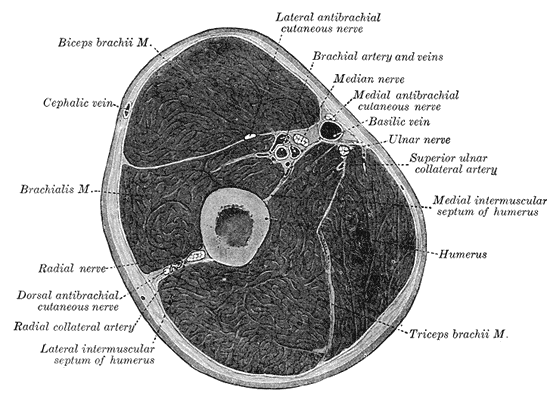
위팔 중간에서의 단면
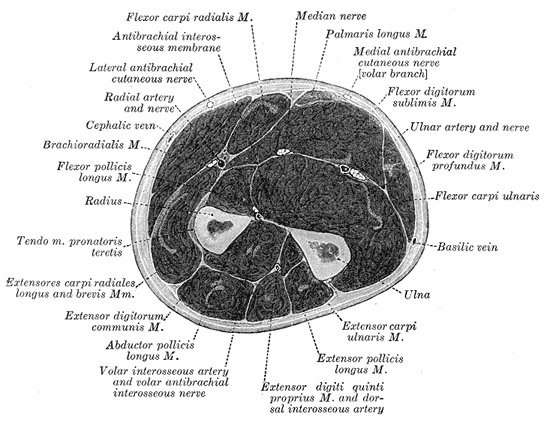
아래팔 중간에서의 단면
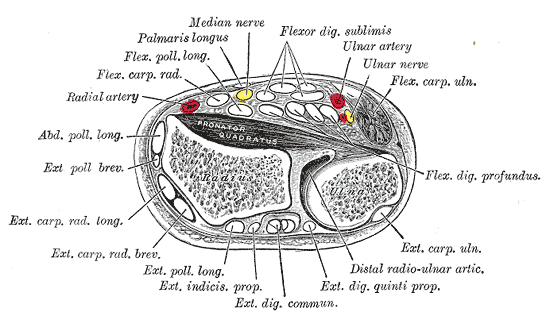
노뼈와 자뼈의 먼쪽 끝에서 자른 횡단면
손목과 손가락에서 자른 횡단면
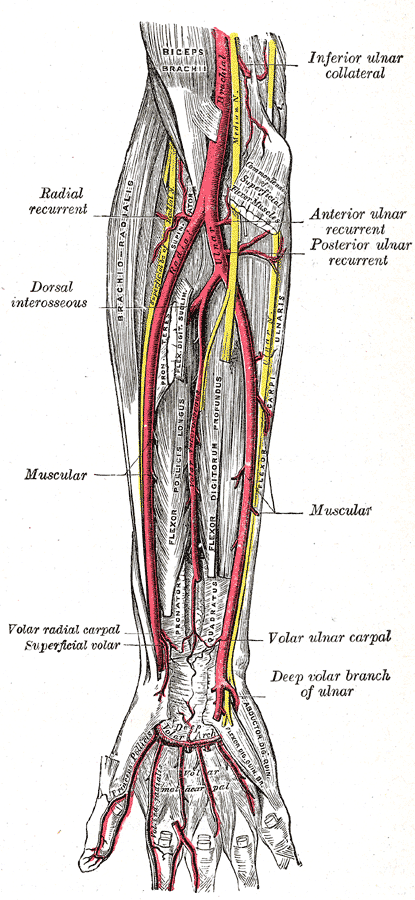
자동맥과 노동맥
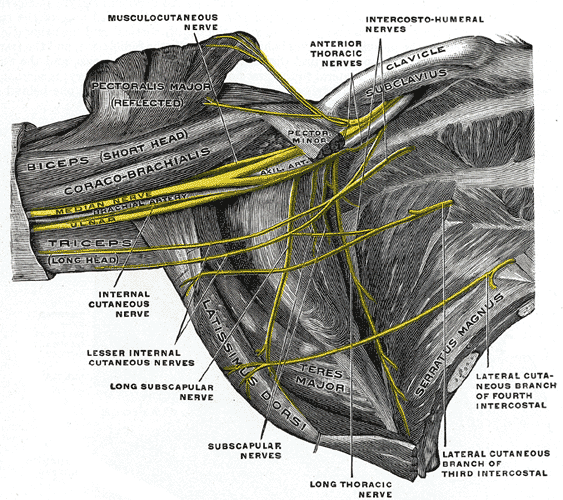
겨드랑오목에서의 오른쪽 팔신경얼기. 앞아래쪽에서 본 모습.
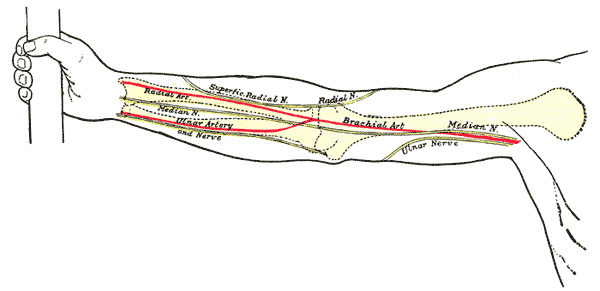
오른쪽 상지 앞면. 뼈와 동맥, 신경이 표면에 표시되어 있다.
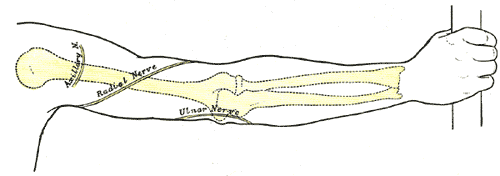
오른쪽 상지 뒷면. 뼈와 신경이 표면에 표시되어 있다.
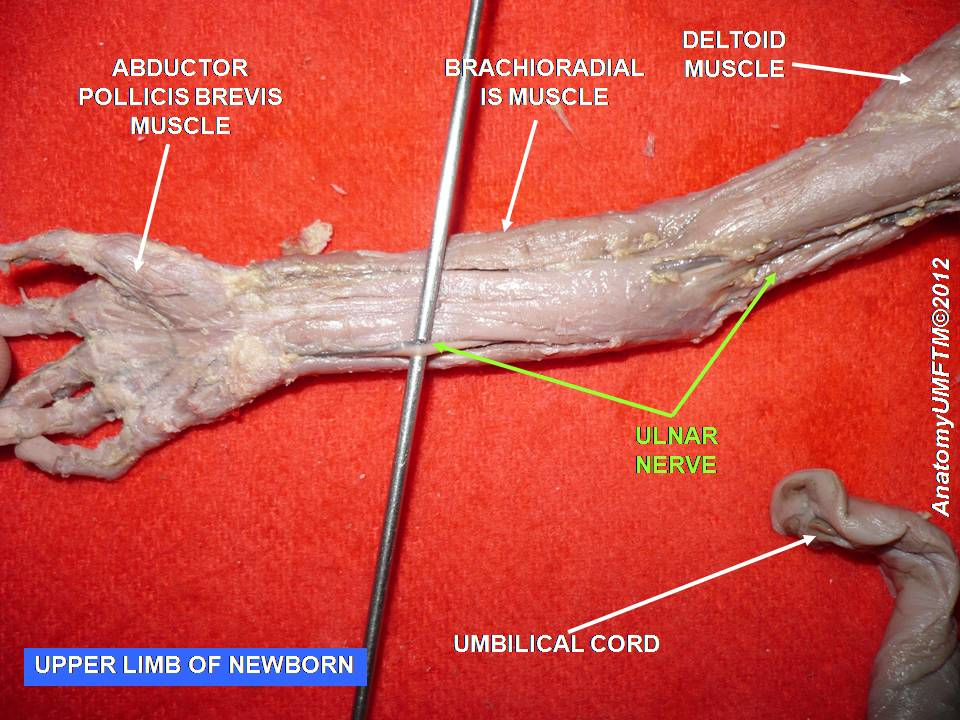
자신경
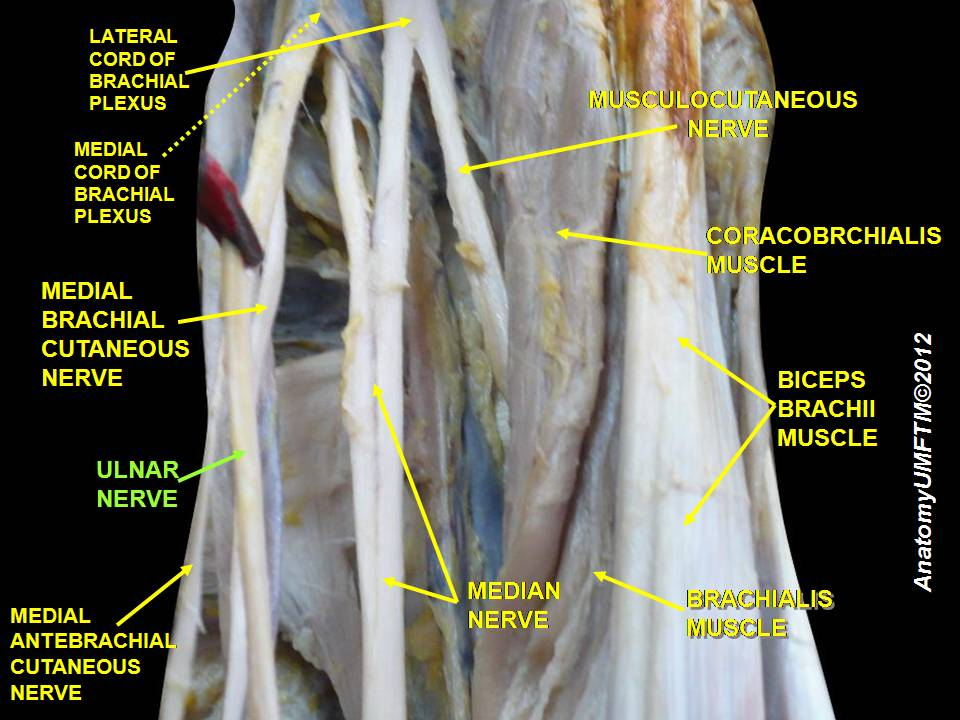
자신경이 표시된 팔신경얼기
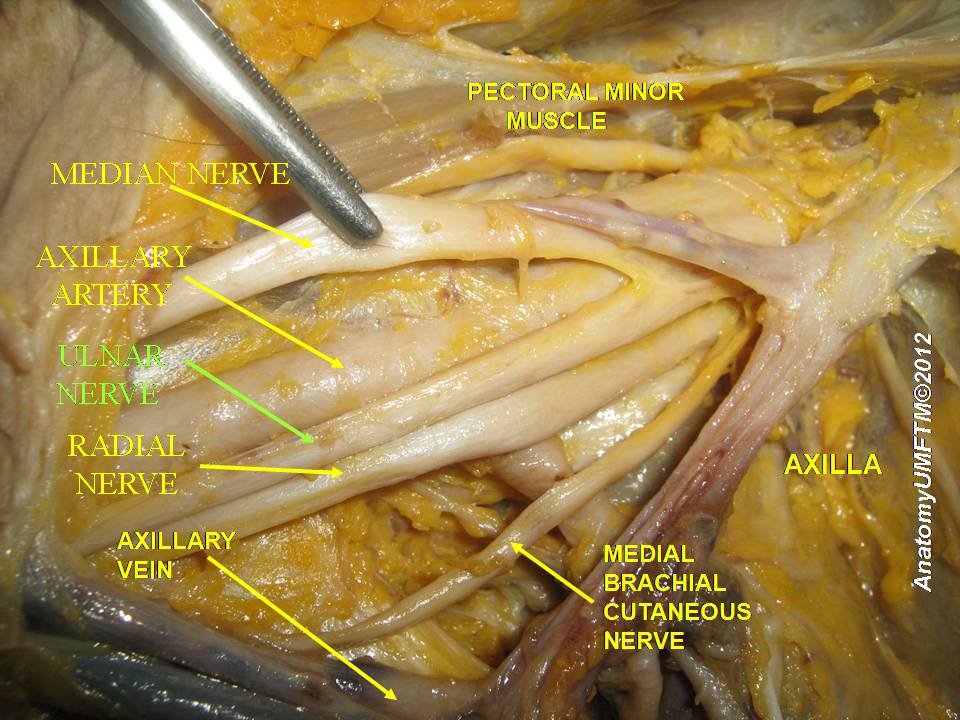
자신경
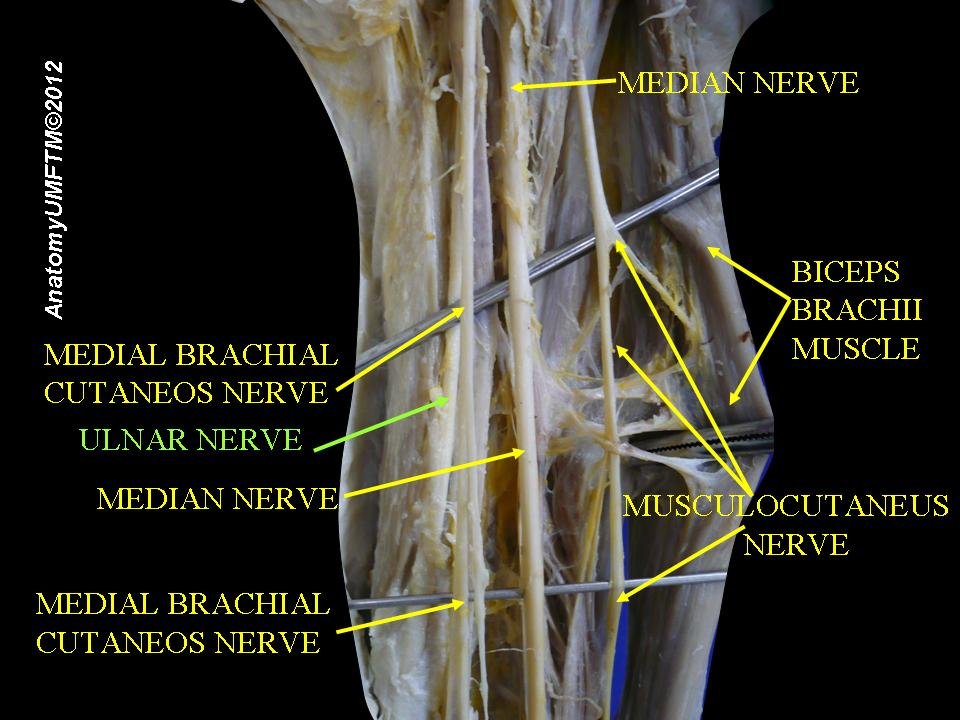
자신경
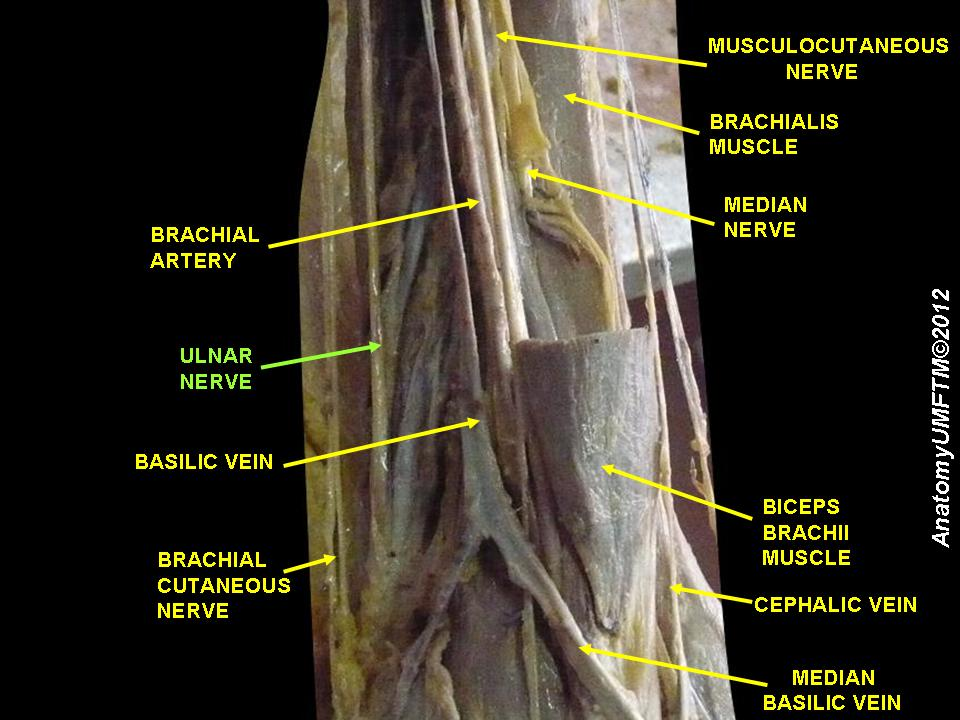
자신경
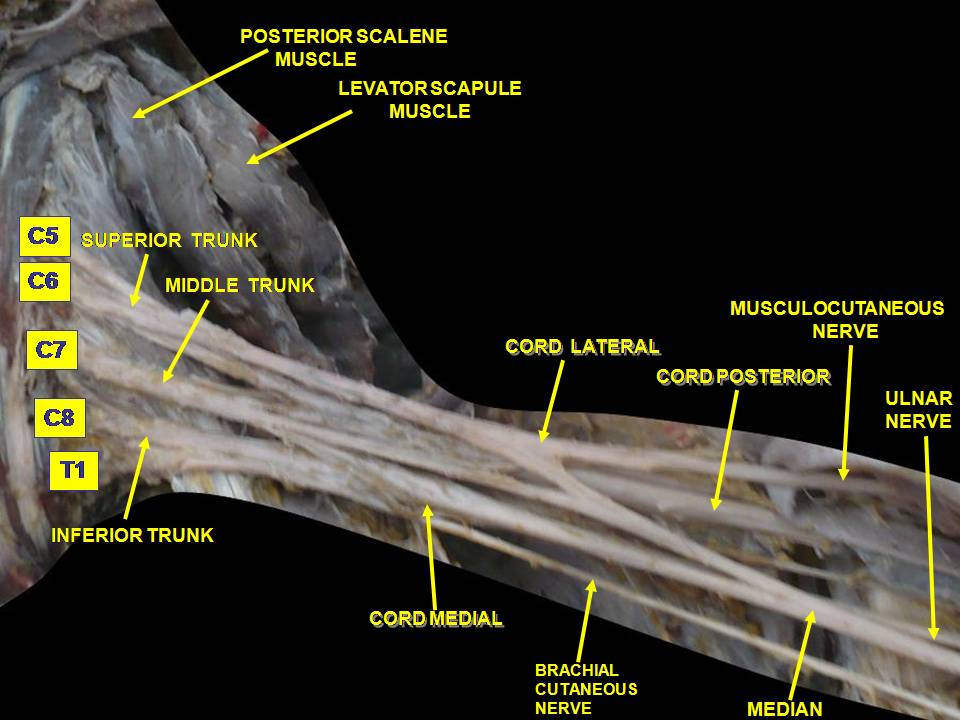
앞가쪽에서 본 팔신경얼기의 깊은쪽 해부

## 같이 보기
- 겨드랑신경
- 정중신경
- 근육피부신경
- 노신경